# 1804
Năm 1804 (MDCCCIV) là một năm nhuận bắt đầu vào Chủ Nhật theo lịch Gregory (hay mộtnăm nhuận bắt đầu vào thứ Sáu, chậm hơn 12 ngày theo lịch Julius).
Theo âm dương lịch Việt Nam, năm 1804 có đa số các ngày trùng với năm âm lịch Giáp Tuất.

## Sự kiện

### Tháng 1 - tháng 3
- 1 tháng 1 - chấm dứt nền cai trị của Pháp đối với Haiti. Haiti giành độc lập từ Pháp và trở thành nước cộng hóa của người da đen đầu tiên, là cuộc cách mạng nô lệ thành công duy nhất đến thời điểm đó.
- 14 tháng 2 - khởi nghĩa Serbia lần thứ nhất bắt đầu.
- 15 tháng 2 - New Jersey trở thành bang phía bắc cuối cùng xóa bỏ chế độ nô lệ.
- 16 tháng 2 - chiến tranh Berber thứ nhất: Stephen Decatur lãnh đạo cuộc tấn công đốt cháy tàu do hải tặc chiếm giữa Philadelphia.

## Sinh năm 1804
- Nathaniel Hawthorne
- Carl Gustav Jakob Jacobi
- Mongkut
- Franklin Pierce
- Võ Duy Ninh
- Mikhail Glinka

## Mất năm 1804
- Alexander Hamilton
- Immanuel Kant